# Parevander hovorei
Parevander hovorei är en skalbaggsart som beskrevs av Giesbert in Giesbert och Penrose 1984. Parevander hovorei ingår i släktet Parevander och familjen långhorningar. Inga underarter finns listade i Catalogue of Life.